# Хливисько
Хливисько (укр. Хлівисько) — река в Самборском районе Львовской области Украины. Правый приток Болозевки (бассейн Днестра).
Длина реки 11 км, площадь бассейна 26 км². Река равнинного типа. Пойма двусторонняя, широкая, во многих местах болотистая, поросшая луговой растительностью. Русло слабоизвилистое, местами выпрямленное, дно заболоченное.
Берёт начало западнее села Межгайцы. Течёт сначала на восток, в низовьях — на северо-восток. Впадает в Болозевку к северу от села Зарайское.
На реке расположены сёла Межгайцы, Лановичи, Зарайское.